# Prognosticador de tempestades

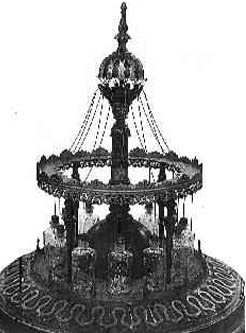
O Prognosticador de Tempestade

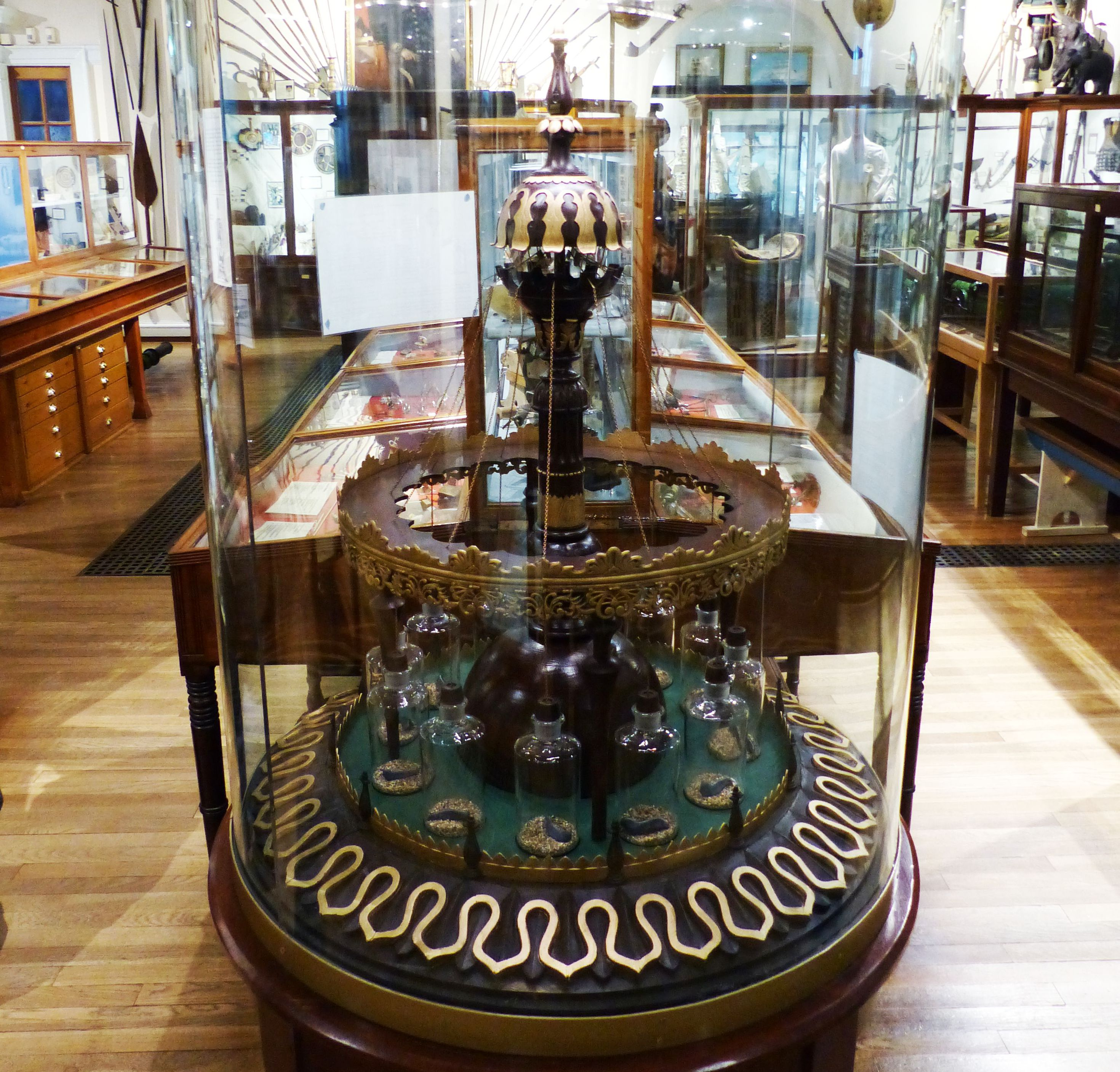
Réplica de 1851 do Festival of Britain

O prognosticador de tempestades, também conhecido como barômetro de sanguessugas, é uma invenção do século XIX de George Merryweather, na qual sanguessugas são usadas em um barômetro. As doze sanguessugas são mantidas em pequenos frascos dentro do dispositivo; quando ficam agitadas por causa de uma tempestade que se aproxima, elas tentam sair dos frascos e acionar um pequeno martelo que toca um sino. A probabilidade de uma tempestade é indicada pelo número de vezes que o sino é tocado.

## Invenção e desenvolvimento
O Dr. Merryweather, curador honorário do Museu da Sociedade Literária e Filosófica de Whitby, detalhou a sensibilidade que as sanguessugas medicinais demonstravam em reação às condições elétricas da atmosfera. Ele foi inspirado por dois versos do poema Signs of Rain, de Edward Jenner: "A sanguessuga perturbada soergueu-se novamente; Bem ao topo de sua prisão." Merryweather passou grande parte de 1850 desenvolvendo suas ideias e criou seis projetos para o que ele originalmente chamou de "Um telégrafo eletromagnético atmosférico, conduzido pelo instinto animal." Eles variavam de uma versão barata, que ele imaginou que seria usada pelo governo e pelas indústrias de transporte, a um projeto mais caro. O projeto caro, que se inspirou na arquitetura dos templos indianos, foi feito por artesãos locais e exibido na Grande Exposição de 1851 no Palácio de Cristal em Londres.
Em 27 de fevereiro de 1851, ele deu um ensaio de quase três horas aos membros da Sociedade Filosófica intitulado "Ensaio explicativo do Prognosticador de Tempestade na construção da Grande Exposição para as Obras da Indústria de Todas as Nações".

## Método
O prognosticador da tempestade é composto por doze garrafas de meio litro dispostas em um círculo ao redor e abaixo de um grande sino. Em cima dos copos há pequenos tubos de metal que contêm um pedaço de osso de baleia e um fio que os conecta a pequenos martelos posicionados para bater no sino. Em seu ensaio, Merryweather descreveu o funcionamento do dispositivo:

"Depois de ter preparado essa engenhoca semelhante a ratoeira, em cada garrafa era despejada água da chuva, até a altura de uma polegada e meia; e uma sanguessuga foi colocada em cada garrafa, que seria sua futura residência; e quando influenciadas pelo estado eletromagnético da atmosfera, várias sanguessugas subiam para dentro dos tubos; ao fazer isso, elas desalojavam o osso de baleia e faziam o sino tocar."— George Merryweather
A sanguessuga teria dificuldade em entrar nos tubos de metal, mas tentaria fazê-lo se estivesse suficientemente motivada pela probabilidade de mau tempo. Ao tocar o sino, isso significaria que aquela sanguessuga individual está indicando que uma tempestade está se aproximando. Merryweather referiu-se às sanguessugas como seu "júri de conselheiros filosóficos" e que quanto mais delas tocassem o sino, maior a probabilidade de ocorrer uma tempestade.
Em seu ensaio, Merryweather também observou outras características do projeto, incluindo o fato de que as sanguessugas eram colocadas em garrafas de vidro dispostas em um círculo para evitar que sentissem "a aflição do confinamento solitário".

## Precisão e sucesso
Merryweather passou todo o ano de 1850 testando o dispositivo, enviando uma carta ao presidente da Sociedade Filosófica e do Instituto Whitby, Henry Belcher, para avisá-lo de uma tempestade iminente. Os resultados de 28 dessas previsões são mantidos na biblioteca do Museu Whitby. Merryweather declarou em seu ensaio o grande sucesso que obteve com o dispositivo.
Merryweather fez lobby para que o governo utilizasse seu projeto ao longo da costa britânica, mas eles optaram pela ampola de Robert FitzRoy (storm glass).

## Réplicas
O dispositivo original foi perdido, mas pelo menos três réplicas foram feitas. O centésimo aniversário da invenção trouxe interesse renovado quando uma réplica foi feita para o Festival of Britain de 1951. Esta versão não funcional foi feita a partir da descrição de uma cópia impressa do ensaio de Merryweather e de um desenho em chapa de cobre do original. O dispositivo foi exibido no Domo da Descoberta e doado à Sociedade Filosófica de Whitby quando o festival terminou. Os planos e fotografias desta réplica foram então usados para criar modelos de trabalho fiéis, um no Barometer World perto de Okehampton, Devon, e outro na Grande Feira de Natal Dickens em São Francisco.